# 英語の綴り字改革
英語の綴り字改革（えいごのつづりじかいかく 英語:  English-language spelling reform）とは、英語の綴りを改革しようとする運動のことで数世紀にもわたって展開されてきた。

## 概要
この運動では、英語の正書法をより一貫させ、発音とより明確に対応した、なおかつアルファベットの法則に従うように修正することを目指す。綴り字改革の共通の動機は、英語学習を容易にしてさらに英語を国際補助語としてより有用にすることが挙げられる。
さまざまな改革案が提唱され、書記体系では言語の変化の度合い、それらの実践方法に応じて綴り字改革の提案のほとんどは穏健であり、伝統的な英語アルファベットを使用し、語の従来の表記や、サイレントeに代表される共通の慣習を維持しようとする。それに対して急進的な提案では、文字や記号の追加や削除を伴ったり、あるいは新しいアルファベットの追加も試みている。すべての改革をすぐに実践しようと積極的な者がいる一方で、漸進的な変更を好み段階を追った実践を求めた者もいる。
綴り字改革案を部分的にあるいは一時的に採用した例はいくつか存在する。ノア・ウェブスターが好んだ綴りの多くはアメリカ合衆国で標準になったものの、他国では採用されていない。ハリー・リンドグレンが提案したSR1はかつてオーストラリアで一般的であった。

## 歴史
現代英語の綴りは、ノルマン系フランス人の支配の3世紀後、英語が再び徐々にイングランドの公用語になった1350年頃から発展した。1066年以前とは大いに異なったものの、フランス語起源の多くの単語（battle、beef、buttonなど）を組み入れた。ジェフリー・チョーサーなど、この新しい英語の初期の作家は一貫性が増した綴り字体系をもたらし、やがて『チャンセリーの書記』がフランス語の正書法に基づく単語の綴りかえを示すと前者の影響はすぐに薄められた。英語の綴りの一貫性が受けた打撃は、ウィリアム・キャクストンがロンドンに印刷機をもたらした1476年を契機にさらに深まる。キャクストン自身、30年にわたるヨーロッパ大陸暮らしのせいで、英語の綴り字体系の理解力は疑わしかった。印刷業の立ち上げを手伝わせようと伴った助手すら、ベルギー人であった。
印刷術の発展につれ業者はそれぞれの好みを押し出し、「ハウススタイル」を発展させ始めた:3。さらに植字工は工賃を1行単位で受けたため、1単語の文字数をかさ増ししようと努めた。しかし英語の綴りの一貫性の最大の変化は初めての『英語版新約聖書』発行（1525年ウィリアム・ティンデール訳）から、ヘンリー8世がイングランドで英語訳聖書印刷を合法化した1539年にかけて現れた。これら聖書の多くの版は、イングランド域外の英語をほとんど、または全く話さない職人が印刷し、綴りをオランダ語正書法に合わせて改める事態がしばしば見られて、ghost、aghast、ghastly、gherkin などはその例である:4に。
英語の綴り字改革が特に世間の関心を集めた時期は、16世紀から17世紀と、19世紀の2回、訪れる。

### 16世紀と17世紀
第1期は、改革案を概説する数多の出版物が発行された16世紀中葉から17世紀中葉にわたり、以下が含まれる。
- 外務大臣トーマス・スミス卿（英語版） 『De recta et emendata linguæ angliæ scriptione』[6] （1568年、『筆記英語の改正』）。著者（1513年生–1577年没）はエドワード6世とエリザベス1世に仕えた。
- ジョン・ハート（英語版）、チェスター・ヘラルド（英語版）共著『正書法』（1569年）
- ウィリアム・ブロカー（英語版） 『英語の正書法改正の為の一般書』（1580年）
- アレクサンダー・ジル（英語版）　『Logonomia Anglica』（1621年[注 2]）。著者はロンドンのセント・ポールズ・スクール校長を務めた。
- チャールズ・バトラー（英語版） 『英文法』（1634年）。著者はウートン・セント・ローレンス（英語版）の教会区牧師[7]:17–18。

これらの提案は急進的すぎたり、英語の音韻体系の理解が不十分であったせいで、一般に真剣に考察されないままであった:18が、保守的な提案には反対に成功した例がある。ジェームズ・ハウエルは著作『Grammar』（1662年）で部分的な綴りの変更を求め:18 、その多くは現代でも一般に定着している。
16世紀以降、古代ギリシャ文学やラテン文学を研究したイングランドの作家は、ギリシャ語やラテン語の単語と英単語を関連付けようとして無音の文字を加え、実在の関連語か理論上の関連語か区別した。従ってdet はラテン語: debitum に寄せてdebt、dout は羅: dubitare に関連付けてdoubt（疑い）に変わり、sissors からscissors （鋏）に替わる。中には語源を誤って想定してiland はisland（島＝ラテン語寄り）になったり、またache（痛み）の旧来の綴りはake であったのに、語源をギリシャ語の akhos と間違えて綴り字が変わり、今もそのままである:5–7。
ウィリアム・シェイクスピアは英語の綴りと発音がかけ離れている点を皮肉った。喜劇『恋の骨折り損』の登場人物ホロファーンズを「衒学者」に見立てて、「発音に合うように綴りを安易に変えるよりも、発音こそ綴りに合わせるべき」と主張させた。

### 19世紀
19世紀には、世間の目が英語の綴り字改革に再び注がれる第2期に入り、科学としての音韻学の発展と同時進行していく:18。1806年にノア・ウェブスターが出版した最初の辞書Compendious Dictionary of the English Language（『簡潔版英語辞典』）には、現代正書法の風変わりな点と改革に向けた提案に関する論説を含んでいた。この本でウェブスターが使ったcolor やcenter などの綴りの多くは、アメリカ英語の特徴となる。1807年、ウェブスターはそれをさらに発展させた辞書を編纂し始め、『ウェブスター辞典』として1828年に上梓した。改革された綴りは一部から抵抗を受けたものの、徐々にアメリカ合衆国全土で受け入れられていく:9。
1837年、アレクサンダー・ジョン・エリスが『音声学的綴り字に関する請願』を発行する一方で、アイザック・ピットマンは『音韻学的速記法』を発表して新しい音韻学的アルファベットを提案しており、成功こそしなかったが、広範な関心を呼び起こした。
1870年代に至ると、アメリカの言語学協会は重要な課題に取り組む。1876年8月にフィラデルフィアで「英語の正書法の改正に関する国際会議」が開催され、英語綴り字改革協会やアメリカ綴り字改革協会などの組織設立を招く:20。この年、アメリカ言語学協会は改革された綴り字から、以下に示すとおり、すぐに使える11の一覧を受け入れた:13。
| 旧来         | 改革綴り字  |
| ------------ | ----------- |
| are          | ar          |
| give         | giv         |
| have         | hav         |
| live         | liv         |
| though       | tho         |
| through      | thru        |
| guard        | gard        |
| catalogue    | catalog     |
| (in)definite | (in)definit |
| wished       | wisht       |

改革された綴りを使い始めたアメリカの主要な新聞『シカゴ・トリビューン』は、社主兼編集主幹のジョセフ・メディルが綴り字改革協会の評議会に参加した。1883年にはアメリカ言語学協会と古典研究会が共同でまとめた24組の綴り字改革規則を公表した。1898年、アメリカの全国教育協会は、あらゆる筆記に使う12語の一覧を受け入れた。

### 20世紀以降
綴り字単純化委員会は1906年にアメリカ合衆国で設立された。委員会の当初の委員30名は作家や教授、辞書編集者から成っていた。設立委員アンドリュー・カーネギーは毎年30万合衆国ドル以上の遺贈をすることで委員会を支援した:21。1906年4月、委員会は既にアメリカ合衆国で一般化していた157の綴りを含む300語の一覧を出版した。1906年8月、委員会の単語表は、政府の印刷局に直ちに使用を開始するように命じたセオドア・ルーズベルトにより承認された。しかし1906年12月にアメリカ合衆国議会は決議案を可決し古い綴りが再導入された。それでも綴りの一部は生き残り、anaemia/anæmiaがanemiaになりmouldがmoldになったように今日アメリカ英語で広く使われている。mixedがmixtになりscytheがsitheになるような単語は、生き残らなかった。1920年、25個を超える綴り字改革規則を説明する綴り字単純化手引を出版した。手引は現在一般に使われている改革された綴り字は全て元々最初は極少数の人が受け継いだたった一人の作家の明白な活動であったと述べた。従ってできる場所ではどこでも改革された綴りを使うことで「道を指し示し」「例を示す」人々を励ました。しかし主要な資金源が絶たれると共に委員会はその後この年に解散した。

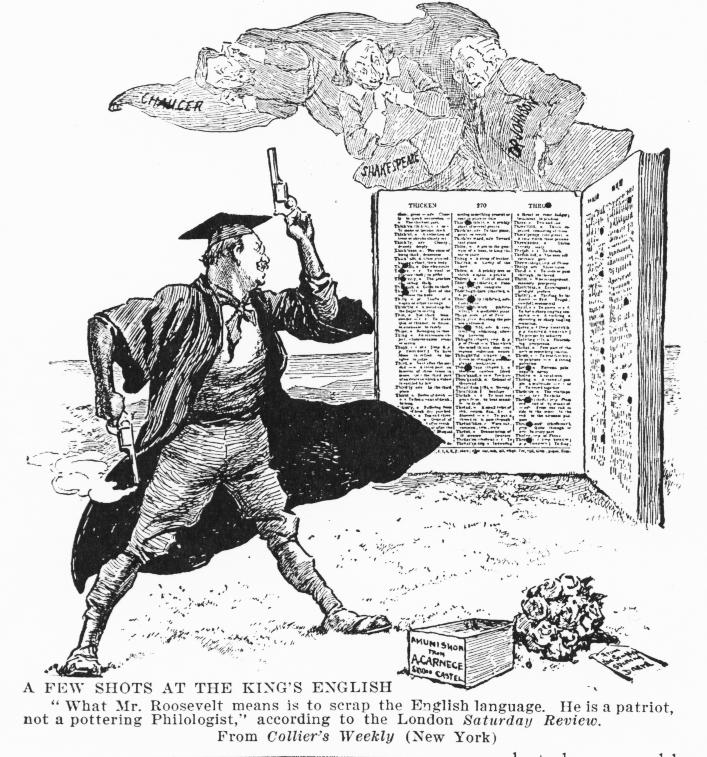
セオドア・ルーズベルト大統領は1906年にアンドリュー・カーネギーの簡単化した綴り字運動を支援したことで批判された。

イギリスでは綴り字改革は英語綴り字協会により1908年から推進され数多の著名な支援者を魅了した。この一人がジョージ・バーナード・ショー（ピグマリオンの著者）でかなりの遺言の多くが運動に残された。協会の会員に簡単な新制度の発展を遅らせる遺言の条件が大きな意見の相違を拡大した。
1934年から1975年にかけて当時シカゴ最大の新聞であったシカゴ・トリビューンは、数多の改革された綴りを用いた。1934年のある時期、2か月超の間にtho、thru、thoro、agast、burocrat、frate、harth、herse、iland、rime、staf、telegrafなどの改革された単語80語を導入した。1934年3月の社説は、読者の3分の2が改革された綴りの好んでいると報告した。一方で「偏見と競争」が辞書制作者がこのような綴りを一覧表にするのを妨げていると主張した。しかし次の40年を超える時代にシカゴ・トリビューンは徐々に改革された綴りを廃止していった。1950年までファンクとワグノールズの辞書は、伝統的な綴りと併用して綴り字単純化委員会の300語など多くの改革された綴りを一覧化した。
1949年、労働党議員モント・フォリック博士は庶民院に第二読会で否決される議員立法を提出した。1953年、再び機会があり、今度は65対53で第二読会を通過した。貴族院からの反対が予想されたので、法案は綴り字教育の改善に関する研究を引き受けることになる教育省からの保証を受けて取り下げられた。1961年、これは子供の読み書き能力を改善する目的で導入されたジェームズ・ピットマンの初期指導用アルファベットに繋がった。その学期内では成功したが、強みは子供達が伝統的な綴りに移行すると失われた。数十年後この試みは中止された。
1969年の本『綴り字改革：新しい取り組み』(Spelling Reform: A New Approach)でオーストラリアの言語学者ハリー・リンドグレンは段階的な改革を提案した。その第一段階、SR1は、（betにあるような）短い/ɛ/音を常に<e>で綴ること（例えばfriend→frend, head→hed）を求めた。この改革はオーストラリアでいくらか人気があった。
2013年、オックスフォード大学英語学教授サイモン・ホロビンは綴りにおける多様性は容認可能であるべきだと提案した。例えば「accommodate」や「tomorrow」のような単語を二重文字で綴るか綴らないかは大事なことではないと考えた。この提案は例えばランダムハウス辞書で使われる綴り字改革の定義には合致していない。

## 改革の為の論争
国際的な意志疎通にもっと有用で教育予算を減額し（読み書き能力のための教師や改善費用、読み書き学習を減らし）教師や学習者がもっと重要な科目や発展科目に時間を費やせる綴り字改革が読んだり（解読したり）綴ったり発音するのに学習しやすくすることが議論されている。
もう一つの論争は、現行の綴りを使って時間を無駄にしている資源の本当の量である。例えばカットスペリングは綴り字を15％まで減らせる。この指針によると100字毎に日々の基準で使う為に15字が不必要に使われている。1冊に100ページ毎に15ページにあるいは樹木7本につき約1本に相当する量である。これはレシートや職場の文書、新聞、雑誌、インターネット交渉などの日常生活のあらゆる面に当てはまる。これは時間やエネルギー、金銭などの資源に重い負担をかけている。
支持者は綴り字改革がゆっくりでも組織立った方法でもなく、既に進んでいる点に注目した。嘗て発音通りには綴らずその後改革された多くの単語がある。例えばmusicは1880年代までmusickと綴り、fantasyは1920年代までphantasyと綴った。暫くの間（errorのように）-orで終わる殆ど全ての単語は、嘗て-our（errour）と綴り、（memberのように）-erで終わる殆ど全ての単語は、嘗て-re（membre）と綴った。アメリカ式の綴りでは殆どは現在-orと-erを使うが、イギリス式の綴りでは一部が改革されているに過ぎない。
過去250年間にサミュエル・ジョンソンが文字はどのように綴るべきかを規定したので数十万語の発音は（一般的な単語7000語に関するマーシャ・ベルの研究から推定されるように）徐々に変わってきていて、英語のアルファベットの原則は徐々に乱れてきている。支持者は英語の綴りを通常のものに保ちたいなら綴りは変化の原因を説明するように改善する必要があると主張している。
変形した綴りは、現在非公式のインターネットプラットフォームで実践されていて、テキスト文では一般的である。
母音が英語の綴りで使われる方法は、大いにその意味を否定している。例えば[u]の代わりになると予期される⟨u⟩が[ɐ]の代わりになる可能性がある一方で[o]の代わりになると予期される⟨o⟩は[u]を表す。これは英語の綴りを母語とする話し手にとってというよりも外国人学習者にとって余り直感的でないものにしているが、国際的な補助言語にとっては重要である。

### 多様性
他の多くの言語と違い英語の綴りは決して体系的に更新されてきておらず今日部分的にアルファベットの原則に当てはまっているだけである。結果として英語の綴りは多くの例外と多様性のある弱い規則性の秩序である。
英語の殆どの音素は一つ以上の方法で綴ることができる。例えばfearやpeerという単語は異なる綴りの中に同じ音を含んでいる。同様に英語の多くの書記素はthroughやthough、thought、thorough、tough、trough、plough、coughのような単語の綴りのように多様な発音と解読がある。（英語の全ての音素に最も共通する）シュワーを綴る方法が13あり、/ei/を綴るのに12個あり、/ɛ/を綴るのに11個ある。この種の首尾一貫しない性質は、英語の語彙を通じて見出すことができ、方言毎に異なりさえする。マーシャ・ベルは共通する7000語を分析し、約2分の1が綴りや発音の困難をもたらし、約3分の1が解読する上での困難をもたらしていることを見出した。
このような多様性は特にbowやdesert、live、read、tear、wind、woundのような同形異音語（意味が一致しない発音が異なる同綴異義語）の場合に問題がある。このような単語を読む場合に使われる状況を考えなければならずこれは英語を読んだり発音するのを学ぶ際に困難を増している。
音素と綴りの関係がより密接になれば、おおくの例外や曖昧さを除去することになるだろうし、その言語をより容易かつ迅速にマスターすることになるだろう。

### 変更を取り消す

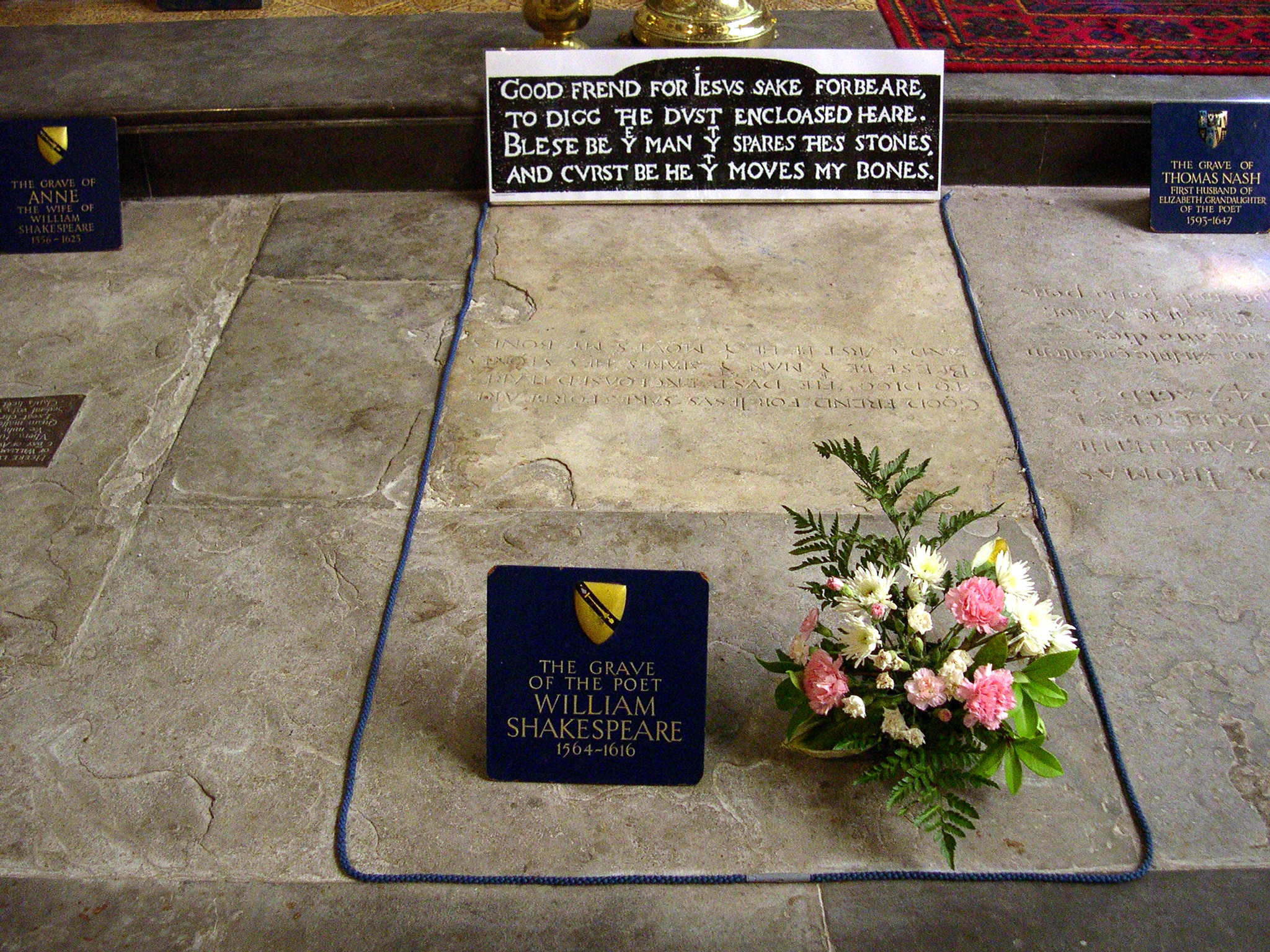
ウィリアム・シェイクスピアの墓のエピタフは、friendをfrendと綴っている。

一部に古い文学に単純化された綴りが既に標準的な綴りや異なる綴りとして存在していると提案した人がいた。有名な例として16世紀に古代ギリシャ文学やラテン文学の学者にたまに誤って英単語をギリシャ語やラテン語らしく見えるようにしようとした人がいた。発音しない文字を加えることで行い、即ちdetはdebtになり、doutはdoubtになり、sitheはscytheになり、ilandはislandになり、akeはacheになるなどした:5。一部の綴り字改革論者は、この変更を元に戻すことを提案した。発音に即した古い綴りの例にfriendに対するfrend（シェイクスピアの墓にあるような）againstに対するagenst、yieldに対するyeeld、buildに対するbild、courtに対するcort、steadに対するsted、delightに対するdelite、enticeに対するentise、ghostに対するgost、hearthに対するharth、rhymeに対するrime、someに対するsum、tongueに対するtungなどの多くの例がある。嘗て（例えばdroppedに対するdroptのように）それなりに発音される-edで終わる単語に対して-tを使うことも一般的であった。英語で最も有名な作家や詩人で今日の綴り字改革論者が提案するこの綴りなどを用いる人がいる。例えばエドマンド・スペンサーは1590年代に出版した有名な詩『妖精の女王』でrize, wize and advizeのような綴りを用いた。

### 余分な文字
英語アルファベットには特有の音が既にアルファベットのどこか他の所で表されている文字が数個ある。ここには「ks」や「gz」、zとして現実化できるXやJとして現実化できる軟音のG、Sとして現実化できる硬音のC、Sとして現実化できる軟音のC（/s/）、「kw」（時として単純にK）として現実化できるQ（「qu」（/kw/または/k/））がある。しかしこの綴りは通常良くあるラテン語の語根を投影するために維持されている。

## 綴り字改革に反対する主張
綴り字改革は英語にとっての改革された正書法の発展と実施に対する多くの主張に直面している。綴りがサミュエル・ジョンソン（1755年）やノア・ウェブスター（1806年）の大きな影響を及ぼす英語の辞典で集成される少なくとも19世紀前半に綴り字改革を大衆が受け入れることは一貫して低かった。are、have、done、of、wouldのような例外的な綴りは、著しい変更が英文に出現することなく設定するのを困難にしている。
英語は綴りの変更を広める世界的な関連する規制団体のない上位10個の主要な言語で唯一の言語である。
英語は非ゲルマン語群から多くの単語を借用してきた西ゲルマン語で、単語の綴りは、しばしばその起源を反映している。これは時として単語の意味に手掛かりを与えている。発音が元の発音から外れた場合でも、綴りは音素の記録である。同じことは現在の綴りが依然他のゲルマン語群の同族言語に似ているゲルマン起源の単語に対して真である。例えばlightはドイツ語のLicht、knightはドイツ語のKnecht、oceanはフランス語のocéan、occasionはフランス語のoccasionという例がある。あらゆる綴り字改革が必ずしも著しい綴り直しを求めるものではないが、批判者はそのような単語の綴り直しがこの関係性を隠せると論じている。
もう一つの批判は、綴り字改革が標準語を作りながら他者に対してある方言や発音を好んでいる可能性があることである。一部の単語には方言に関わりなく複数の容認可能な発音がある（例えばeconomicやeitherのように）。地域毎のアクセントの相違は、依然として綴りで特徴付けられている。例としてアイルランド英語やスコットランド英語に残っているfern、fir、furの区別やイングランドやウェールズの数か所の方言に残っているtoeとtowの間の区別がある。しかし方言上のアクセントがスペイン語のような綴りが音素的と呼ばれる言語にさえ残っている。一部の文字にbathのaが/æ/と/ɑ/の両方を表し話者が方言毎に発音するような異なる形態がある。
一部の単語は、発音と無縁の綴りでのみ区別されている（knightとnightのように）。

## 綴り字改革の提案
たいていの綴り字改革は音素表現を改良することを意図しているが、改革案によっては通常英語の基本アルファベットを変更したり新しいものを作ることで、本物の音声学的綴りを意図しているものもある。すべての綴り字改革は、綴りにおけるより大きな規則性を目指している。

### 英語の基本アルファベットを使う
- カットスペリング
- 平易化された綴り便覧（英語版）
- サウンドスペル
- SR1
- Traditional Spelling Revised
- ヴィークの規則化英語[28]

### 英語の基本アルファベットの拡張または置き換え

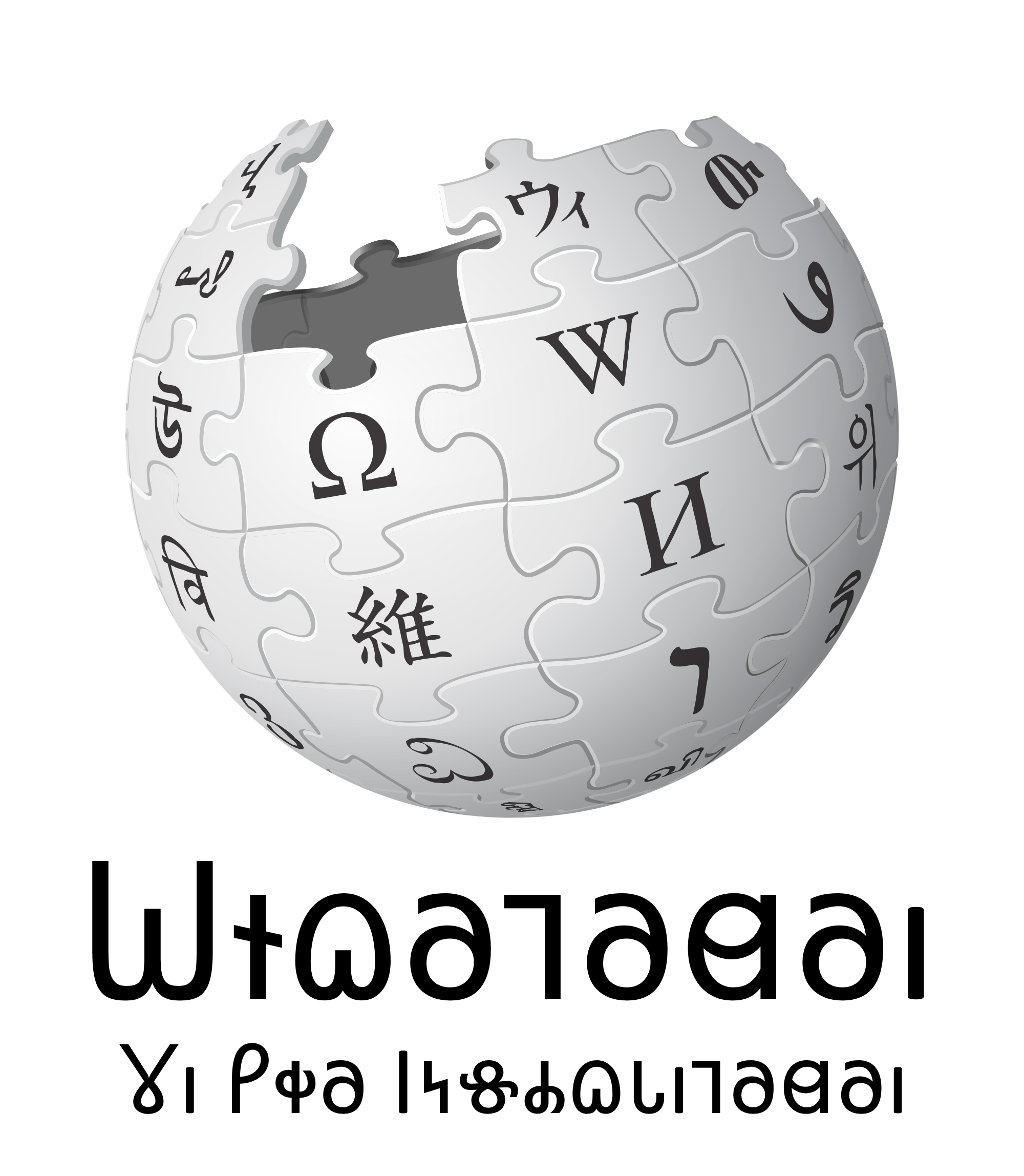
デザレット文字で書いたウィキペディア、フリー百科事典のあるウィキペディアのロゴ

この提案は新しい文字やダイアクリティカルマークを導入することで（「ch」、「gh」、「kn-」、「-ng」、「ph」、「qu」、「sh」、有声の「th」、無声の「th」、「wh-」のような）二重音字を広範に使うことを除去するように求めている。それぞれの文字はその際に単一の音を表すことになる。二重母音では二文字は別々の音でないことを表すが、完全に異なる音や別個の音であるにも関わらず、文字を長くし発音における災難をもたらし得る。
有名な提案に次のものがある。
- ベンジャミン・フランクリンの発音に即したアルファベット（英語版）
- デザレット文字
- インタースペル（英語版）
- ショー文字（改革版：クイックスクリプト（英語版））
- SaypYu（英語版）（普遍的に発音する通りに綴ろう（Spell As You Pronounce Universally））
- シンペル・フォネティック筆記法（英語版）
- ユニフォン（英語版）

ラテン文字以外の言語の話者に時折発音通りにそれぞれの筆記法に従って英語を書く人がいて、一部では場当たり的な綴り字改革と理解されている可能性がある。

## 綴り字改革の歴史上の支持者と現代の支持者
年代順に綴り字改革を積極的に支援した人々をあげる。評判の高い人や影響力の強い人を含めた。
- オルムまたはオルミンはオルムルムの名前の由来になった著者。12世紀のアウグスティノ修道会（英語版）大聖堂参事会員で、人々の誤った英語発音を正そうと綴り字制度を述べた。単語を厳密に発音に準じて綴り、母音の長さと音価を明確に示すため、単母音と長母音の区別に直後の子音を用いようとしたが、単母音は子音を重ねるというブレーヴェ法は成立しなかった。
- トーマス・スミス（英語版）（1513年-1577年）は1568年にDe recta et emendata linguæ angliæ scriptione と題する提案を出版（エリザベス1世付の国務大臣）[7]:17。
- ウィリアム・ブロカー（英語版）は校長で、『英文法』（1586年）という主題に関する初期の本を、提案『英語の正書法修正のための一般書』（1580年）を出版[7]:17。
- ジョン・ミルトンは詩人[29]。
- ジョン・ウィルキンス（英語版）は王立学会の創立会員、第一秘書、十進化の初期の提案者。義兄はオリバー・クロムウェル。
- チャールズ・バトラー（英語版）はイギリスの博物学者で初めて蜂の生態をĐe Feminin' Monarķi を上梓（1634年）。「人は今時点で一般に認められた音に完全に従って綴るべきである」と提案し、二重字のhをストローク符号に置き換える筆記法を採用。
- ジェームズ・ハウエル（英語版）は『文法』（1662年）で小規模の綴り字変更を要請し、（穏健であれば[疑問点 – ノート]）成功した綴り字改革論者。その多くは現在、一般に使われる[注 7][7]:18。
- ベンジャミン・フランクリンはアメリカの革新者にして革命家。英語の綴りはローマ式アルファベットに独自の文字を加え、自身の個人的な解決法（英語版）を発表。
- サミュエル・ジョンソンは詩人で才人、エッセイストで伝記作家、批評家で変人。『英語辞典』（1755年）で英語綴り字を規格化して統一した功績が広く知られている。
- ノア・ウェブスターはアメリカ初の重要な辞典の著者で、単純化した綴りを採用すべきと考え『英語の簡潔な辞典』（1806年）を上梓。
- チャールズ・ディケンズ
- アイザック・ピットマンは初めて速記のサウンドハンドで提案した現在ピットマン式速記（英語版）として知られる速記の最も広範に使われる方式を開発した。
- アメリカ合衆国セオドア・ルーズベルト大統領は単純化した綴りを探求し要請する簡単化した綴りに関する委員会（英語版）という委員会を主催し、アメリカ合衆国政府に採用するよう要求したが[30]、集めるよりも行政命令（英語版）により[30]大衆の支持を想定する取り組みは、限られた時間での格好の要素であった[31][32]。
- アルフレッド・テニスンは英語綴り字協会の前身英語綴り字改革会（英語版）の副会長であった。
- チャールズ・ダーウィン（王立協会フェロー・進化論の元祖）は同名の物理学者の孫が続ける主題に関わった英語綴り字改革会（英語版）の副会長でもあった。
- ジョン・ラボック（チャールズ・ダーウィンの親友で隣人で同僚）は綴り字改革会（英語版）にも関わった。
- ハーバート・ジョージ・ウェルズ：SF作家でロンドンに拠点を置く英語綴り字協会の元副会長
- アンドリュー・カーネギー（有名な慈善家）はアメリカ合衆国とイギリスの綴り字改革協会に寄付し、簡単化した綴りに関する委員会（英語版）に出資した。
- ダニエル・ジョーンズ：音声学者。ユニヴァーシティ・カレッジ・ロンドン音声学教授。
- ジョージ・バーナード・ショー（劇作家）は現在ショー文字と呼ばれる新しいアルファベットの創設に出資する遺産の一部を遺言して与えた。
- ロナルド・キングズリー・リード（英語版）：ショー文字やクイックスクリプト（英語版）、リードスペルの創設者
- マーク・トウェイン：簡単化した綴りに関する委員会の創立会員
- ロバート・ベーデン＝パウエル
- アプトン・シンクレア
- メルヴィル・デューイ（デューイ十進分類法の創案者）は簡単化した綴りで著作を出版し、自身の名前さえMelvilleからMelvilに簡単化した。
- イズレイル・ゴランツ
- ジェームズ・ピットマン（英語版）（出版者で保守党国会議員、アイザック・ピットマンの孫）はアルファベットを教育するイニシャル（英語版）を創案した。
- チャールズ・ゴールトン・ダーウィン（大英帝国勲章拝受者、軍功十字勲章拝受者（英語版）、王立協会フェロー、チャールズ・ダーウィンの孫、第二次世界大戦期のイギリス国立物理学研究所（NPL）長官）は戦時下の簡単化した綴りに関する委員会（英語版）副代表でもあった。
- モント・フォリック（英語版）：労働党国会議員、言語学者（多言語）、英語の綴り字改革問題に議会の関心を引き寄せた点でジェームズ・ピットマン（英語版）に先立つ作家。wとyをuとiに置き換えることを好んだ。
- アイザック・アシモフ[33]
- フィリップ殿下（英語版）：簡単化した綴りに関する委員会（英語版）の元後援者。綴り字改革はイギリス以外で始めるべきで過程が不十分なのは改革論者の間の不和に基づいていると述べた。しかしその理由の放棄は、最早自身の子供にとっての問題でなくなった読み書き能力と一致しており、いい加減とは言えない関与は、問題の背後で「コネを利用しようとした」協会が拒否したことで終わることになった可能性がある[疑問点 – ノート][要出典]。
- ロバート・R・マコーミック（英語版）（シカゴ・トリビューンの発行人）は自分の新聞で改革された綴りを採用した。シカゴ・トリビューンは「although」に対する「altho」のように一部の単語を簡単化して用いた。
- エドワード・ロンドテーラー（英語版）（1905年–2009年）：商業俳優、アメリカ教育評議会（英語版）議長、英語綴り字協会副会長
- ジョン・ウェルズ：ロンドンに拠点を置く音声学者、エスペラント教師、ユニヴァーシティ・カレッジ・ロンドン音声学元教授。英語綴り字協会の会長を務めた。
- ヴァレリー・ユール（英語版）：アデルファイ遺伝学フォーラム（英語版）のフェロー、英語綴り字協会の副会長、オーストラリア社会革新センター（英語版）創立者
- ダグ・エヴリンガム（英語版）：医師、元オーストラリア労働党政治家、ゴフ・ホイットラム政権における保健相、Chemical Shorthand for Organic Formulae（1943年）の著者、大臣時代の文書で用いた提案されているSR1の擁護者
- アラン・キースク：工学教授、言語学者（多言語）、Simple Phonetic English Spelling（2013年）とSimpel-Fonetik Dictionary for International Version of Writing in English（2012年）の著者[34]
- アナトリー・リバーマン（英語版）（ミネソタ大学ツインシティー校ドイツ語・スカンディナヴィア語・オランダ語学科教授）はオックスフォード大学出版局ブログで語源に関する週間コラムで綴り字改革を主張している[35]。現職の英語綴り字協会会長である[36]。

### 注
1. ↑  無音のh の例としてghost、aghast、ghastly、gherkin などはオランダ語のgheestの例に合致し、さらに後世、元となったgheest は 蘭: geest へと変化する。ghospel やghossip、ghizzard のような単語の無音のh は後に除去された[4]:4。
2. ↑  ウィキメディア・コモンズにアレクサンダー・ジル著作の画像がある。
12-13頁の見開き、12頁単票、13頁同。
3. ↑  ハウエルの1662年案とは、logiqueをlogicに、warreをwar に、sinneをsin に、touneをtown に、truを trueに変えた。
4. ↑  ラテン語との対応づけを誤って、羅: scindere（正）ではなくラテン語: insula（誤）を想定しsithe はscythe へ書き換えた。
5. ↑  例えばホロファーンズはdoubt やdebt のような語中に紛れこんだB の字を誰もが発音すべきと主張する。
6. ↑  1898年にアメリカの教育現場で取り入れた改革綴り字12種の内訳。tho、altho、thoro、thorofare、thru、thruout、catalog、decalog、demagog、pedagog、prolog、program[4]:14。
7. ↑  ハウエル説ではlogiqueをlogicに、warreをwarに、sinneをsinに、touneをtownに、truをtrueに変える。